# نهائي بطولة أمم إفريقيا للمحليين 2009
نهائي بطولة أمم أفريقيا للمحليين 2009 هي المباراة النهائية من بطولة أمم أفريقيا للمحليين 2009، التي حددت الفائز بالنسخة الأولى من بطولة أمم أفريقيا للمحليين.
فازت جمهورية الكونغو الديمقراطية بالنسخة الأولى على نظيرها غانا بـ2 – 0 في المباراة النهائية.

## ما قبل المباراة

### ملعب المباراة

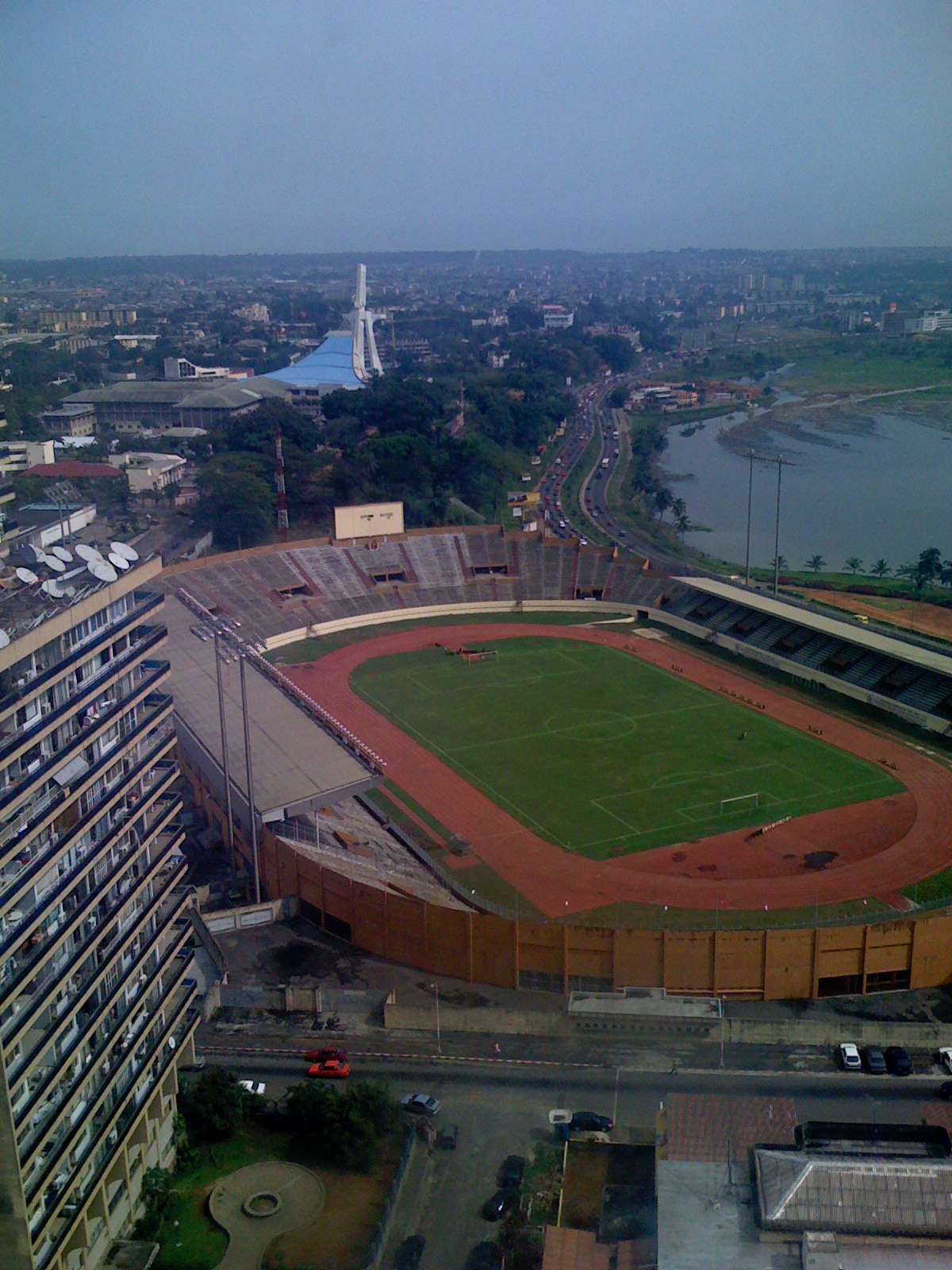

«ملعب فيليكس هوفويت-بواني» هو ملعب متعدد الاستخدام يقع في أبيدجان أكبر مدن ساحل العاج. غالباً ما يتم استخدامه لمباريات كرة القدم، يسع الملعب لجلوس 35 ألف متفرج. يعتبر الملعب الرسمي الذي يخوض فيه منتخب ساحل العاج مبارياته الدولية.

### حكم المباراة
نوماندييز دوي (بالفرنسية: Noumandiez Doue)‏ (مواليد 29 سبتمبر 1970) هو حكم كرة قدم إيفواري.
سبق وأن أدار مباريات في كأس الأمم الأفريقية 2010، كأس العالم للشباب تحت 20 سنة 2011، نهائي دوري أبطال أفريقيا 2011 وكأس العالم للأندية 2011.

## المباراة

### تفاصيل
| الكونغو الديمقراطية       | 2 – 0   | غانا |
| ------------------------- | ------- | ---- |
| كالويتوكا' (46) بدي' (74) | (تقرير) |      |

### البطل
| بطل أمم إفريقيا للمحليين 2009                |
| -------------------------------------------- |
| · جمهورية الكونغو الديمقراطية · للمرة الأولى |